# Verplanck
Verplanck es un lugar designado por el censo ubicado en el condado de Westchester en el estado estadounidense de Nueva York. En el año 2000 tenía una población de 777 habitantes y una densidad poblacional de 433 personas por km². Verplanck se encuentra ubicado dentro del pueblo de Cortlandt.

## Geografía
Verplanck se encuentra ubicado en las coordenadas 41°15′11″N 73°57′35″O / 41.25306, -73.95972. Según la Oficina del Censo, la ciudad tiene un área total de 2 km² (0,8 mi²), de la cual 1,8 km² (0,7 mi²) es tierra y 0,2 km² (0,1 mi²) (11.54%) es agua.

## Demografía
Según la Oficina del Censo en 2000 los ingresos medios por hogar en la localidad eran de $36,548, y los ingresos medios por familia eran $51,375. Los hombres tenían unos ingresos medios de $50,526 frente a los $27,250 para las mujeres. La renta per cápita para la localidad era de $19,842. Alrededor del 21.9% de la población estaban por debajo del umbral de pobreza.

## Economía
En 1985 la compañía de automóviles Yugo escogió a Verplank, New York, para probar sus nuevos vehículos.